# Robert Mosley (operazanger)
Robert (Bob) Mosley (Pittsburgh, 1927 - Kure Beach, 30 april 2002) was een Amerikaans bas-baritonzanger. Hij speelde een voortrekkersrol als zwarte operazanger in de Verenigde Staten. Hij trad vele honderden malen op in opera's wereldwijd.

## Biografie
Mosley studeerde zang aan de West Chester University of Pennsylvania. Sinds het begin van de jaren vijftig trad hij op in muziekprogramma's op televisie. Hij won in 1962 de John Jay Whitney Foundation-prijs die hem een particuliere muziekstudie in New York opleverde. Hier kreeg hij zangles in opera van Giuseppe Danise en Pasquale Rescigno. Hij trad vaak op in kerken als solozanger, die hem omgekeerd ook financieel steunden, en verder in het Pittsburgh Pops Orchestra. In deze tijd won hij ook op het Nationale Concours van het Metropolitan Opera, een Marian Anderson-award en nog een beurs van de Rockefeller Foundation.
Zijn operadebuut maakte hij in 1966 in de opera Faust van Charles Gounod in het New York City Centre Opera, waarin hij de rol van Valentin speelde. Hierna volgden succesvolle optredens in operahuizen in de gehele VS.
Zijn grote doorbraak kwam echter toen hij in 1984 de rol van Porgy vertolkte in de opera Porgy and Bess van Gershwin. Andere operarollen die hij vertolkte waren onder meer de heldenrol in De Vliegende Hollander van Wagner, Jago in zowel Otello van Rossini als Otello van Verdi, evenals van de laatste componist ook in Aida, als Scarpia in Tosca van Puccini en verschillende andere opera's.
Hij trad vele honderden malen op: 30 maal als Tonio in Pagliacci, 62 maal in Rigoletto, 86 maal  Amonasro (Aida) en 475 als Porgy. Dit was meer dan welke bas-bariton tijdens zijn carrière ook. Ook trad hij op in Europa. Hij zong tegenover sopranen als Grace Bumbry, Leontyne Price en Camilla Williams.